# Tannenzapfenechse
Die Tannenzapfenechse (Tiliqua rugosa, Syn.: Trachydosaurus rugosus) ist ein im Süden und Westen Australiens recht häufig vorkommendes Reptil aus der Familie der Skinke. Andere Namen sind Tannenzapfenskink oder Stutzechse. Englische Bezeichnungen sind shingle back, bobtail lizard oder, aufgrund ihres Aussehens und der geringen Fluchtneigung der Tiere, sleepy lizard. 

## Aussehen
Das Schuppenkleid ist braun bis schwarz oder rötlich, bei manchen Unterarten mit hellen Querbändern. Die Echsen werden 35 bis 40 cm lang. Durch seine gedrungene Gestalt mit kurzem Schwanz und kurzen Beinen, vor allem aber durch die rauen, stark vergrößerten und gekielten Schuppen erinnert das Tier an einen Tannenzapfen. Der dicke Schwanz dient als Fettspeicher.

## Lebensweise

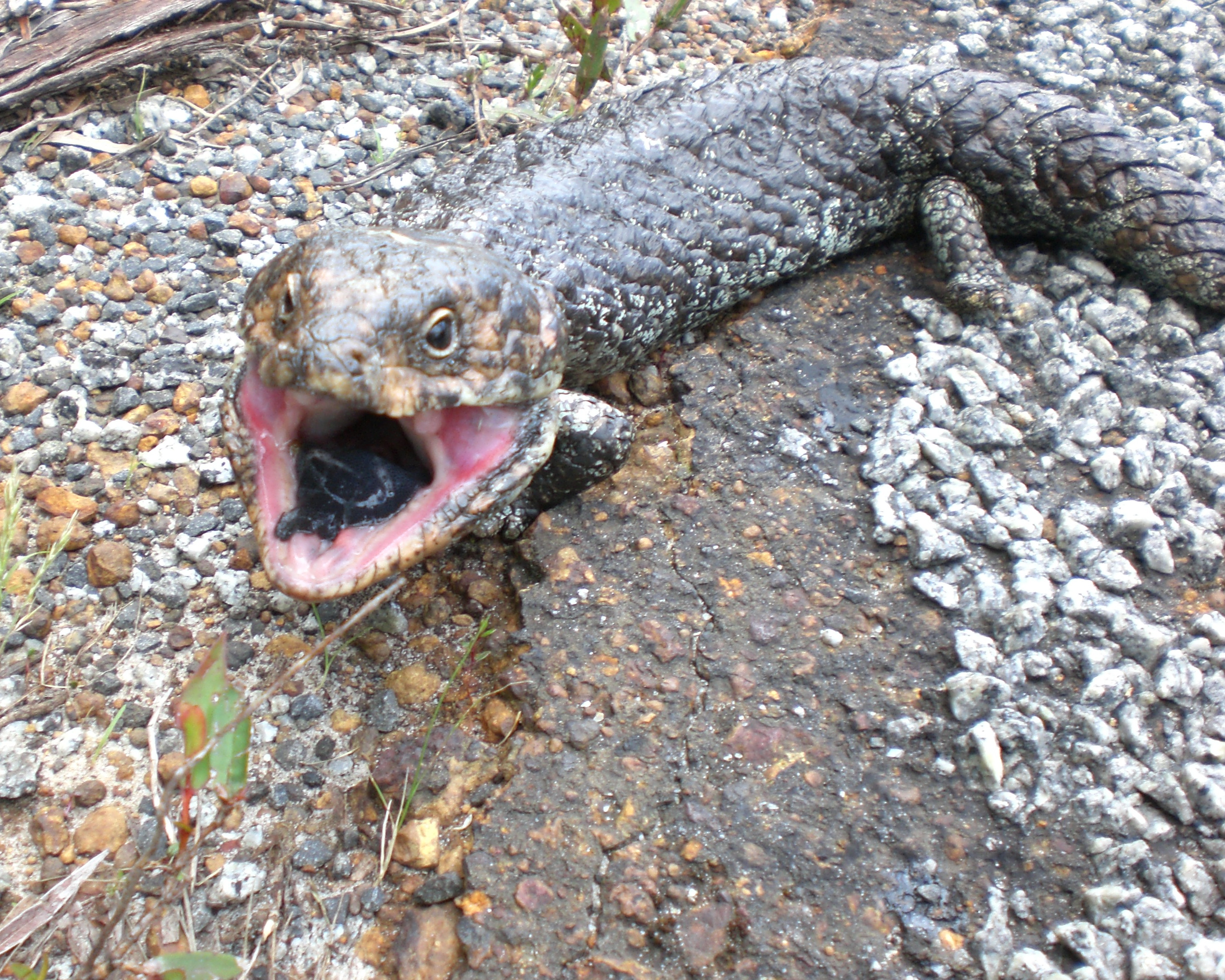
Drohgebärde

Tannenzapfenechsen ernähren sich hauptsächlich von Pflanzen und Früchten, jedoch auch von Schnecken, Insekten und Würmern. Im Winter und Frühjahr ist das Nahrungsangebot groß, im trockenen Sommer zehren die Tiere teilweise von ihren Fettreserven.
Die Skinke sind recht träge und flüchten zunächst meist nicht vor sich nähernden Menschen. Stattdessen drohen sie mit aufgerissenem Maul und herausgestreckter Zunge, die breit und auffallend blau ist. Dies gibt der Gattung Tiliqua den Namen „Blauzungenskinke“. Die Echsen leben in trockenem Buschland und sonnen sich gerne auf Straßen, wo ihnen das träge Fluchtverhalten leicht zum Verhängnis wird.

## Fortpflanzung
Die Paarungszeit ist im Oktober und November, im Frühjahr Australiens. Die Skinke sind lebendgebärend und bekommen ihre oft nur ein bis zwei Jungen nach einer Trächtigkeitsdauer von ca. vier Monaten. Die Jungtiere sind bei der Geburt etwa halb so lang wie die Mutter.